# Fortum Waste Solutions

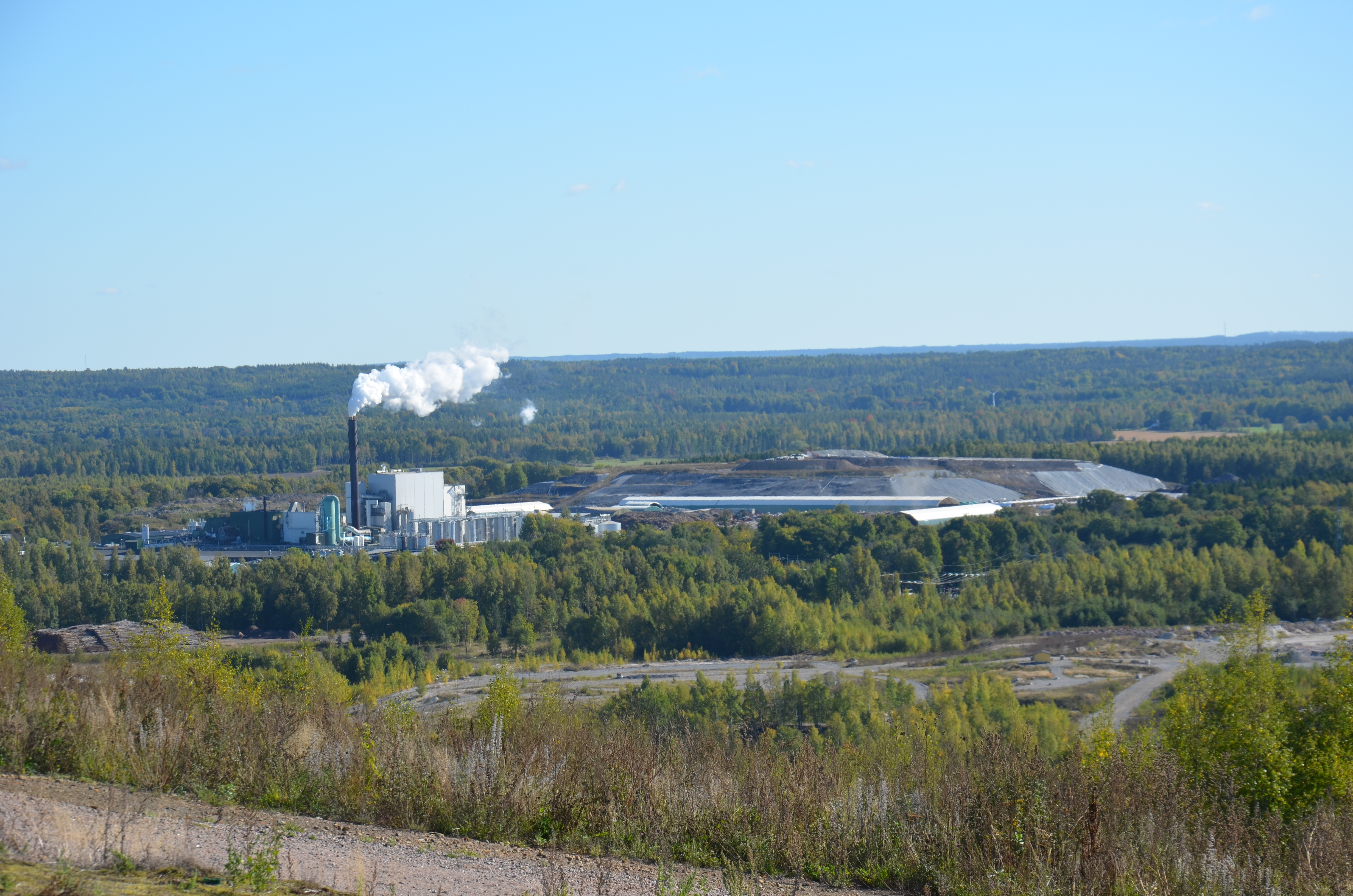
Anläggningen i Kvarntorp

NG Nordic AB (tidigare SAKAB AB, därefter Ekokem, därefter Fortum Waste Solutions) är ett miljöföretag. Det tar hand om farligt avfall och förorenade markområden, men även verksamhetsavfall och hushållsavfall. I Sverige finns huvudkontoret med behandlingsanläggningen i Norrtorp, i närheten av Kvarntorps industriområde, 2 mil söder om Örebro. Runt om i landet finns även försäljningskontor och omlastningsstationer.

## Historik

### I Sverige
Svensk Avfallskonvertering AB (SAKAB) bildades 1969 för att lösa de problem med miljöfarligt avfall som uppmärksammades under 1960-talet. Grundare var Svenska kommunförbundet och  Alfa-Laval (tillsammans 50 %), Svenska Utvecklingsaktiebolaget (25 %) och Svenska Industrietableringens Aktiebolag (SVETAB) (25 %).  
Den första av bolagets verksamheter drevs av dotterbolaget Industridestillation vid Lövsta utanför Stockholm. Vid anläggningen, som numera är nedlagd, utfördes bland annat lösningsmedelsdestillation.
Staten gick in som huvudägare 1976 och Svenska Kommunförbundet och Näringslivets Stiftelse för Avfallsbehandling blev delägare. Samma år köptes bolaget Terrabona med verksamhet i Norrtorp i Kumla Kommun.
År 1975 uppgick företagets omsättning till 8,1 milj. kr. Antalet anställda i SAKAB, inkl. dotterbolaget Industridestillation. var samma år i medeltal 33 personer.
I september 1983 togs den första förbränningsanläggningen i Norrtorp i drift. Den har genom åren byggts ut och förbättrats, såväl vad gäller kapacitet som att klara nya gällande krav. 1992 såldes Sakab ut från Staten. Sedan 2012 ingår Sakab AB i den finländska Ekokem-koncernen. 
Den 1 september 2015 bytte Sakab namn till Ekokem AB. 31 augusti 2016 köptes Ekokem upp av Fortum, varefter bolaget bytte namn till det nuvarande. 2025 såldes anläggningen till NG Nordic group.  

## Norrtorp
Vid anläggningen i Norrtorp finns förutom högtemperaturförbränning även behandlingar som indunstning, behandling av förorenade jordar, våtkemisk behandling, kvicksilverstabilisering samt deponi för farligt avfall. Jord kan efter tvättning eller biologisk behandling återanvändas.